# Caloptilia dubatolovi
Caloptilia dubatolovi is een vlinder uit de familie van de mineermotten (Gracillariidae). De wetenschappelijke naam van de soort werd voor het eerst geldig gepubliceerd in 2007 door Baryshnikova.